# Плющиков, Виталий Макарович
Виталий Макарович Плющиков — советский государственный и хозяйственный деятель.

## Биография
Родился в 1932 году. Член КПСС с года.
С 1954 года — на хозяйственной работе. 
В 1954—1996 гг. :
- технолог, начальник цеха, заместитель главного инженера, главный инженер, директор Ижевского механического завода,
- заместитель главного инженера, главный инженер ПО «Красногорский завод»,
- начальник 5-го Главного управления,
- заместитель министра оборонной промышленности СССР,
- президент Совета директора АО «Витязь»

Живёт в г. Красногорске.